# 梁鴻楷
梁鴻楷（1887年1月9日—1956年12月11日），字景雲。廣東新興縣天堂鎮蓮塘村人。中國同盟會成員，曾因廖仲愷遇刺案被捕入獄。

## 生平
梁鴻楷早年曾於家鄉擔任店鋪職員，1906年離鄉至廣州謀生，到達廣州後正逢兩廣政府招募新軍，梁鴻楷去報名並被錄取，入伍後被選入廣東陸軍小學就讀，1910年加入中國同盟會。中華民國成立後，梁鴻楷繼續在廣東省軍中擔任軍官，並未參加二次革命等民國初期反袁戰爭，並持續升任到廣東警衛軍第二十五營營長。到民國六年（1917）護法運動爆發後，廣東警衛軍由陳炯明指揮，並改編為「援閩護法粵軍」，梁鴻楷續任營長，並參加一系列反龍濟光的戰爭，民國七年（1918）梁鴻楷升任團長，民國八年（1919）升任為援閩粵軍第二支隊第三統領，陳炯明收復廣州後，援閩護法粵軍重組，在民國九年（1920）成立粵軍第一師，梁鴻楷升任粵軍第一軍下屬之粵軍第一師第一旅旅長。

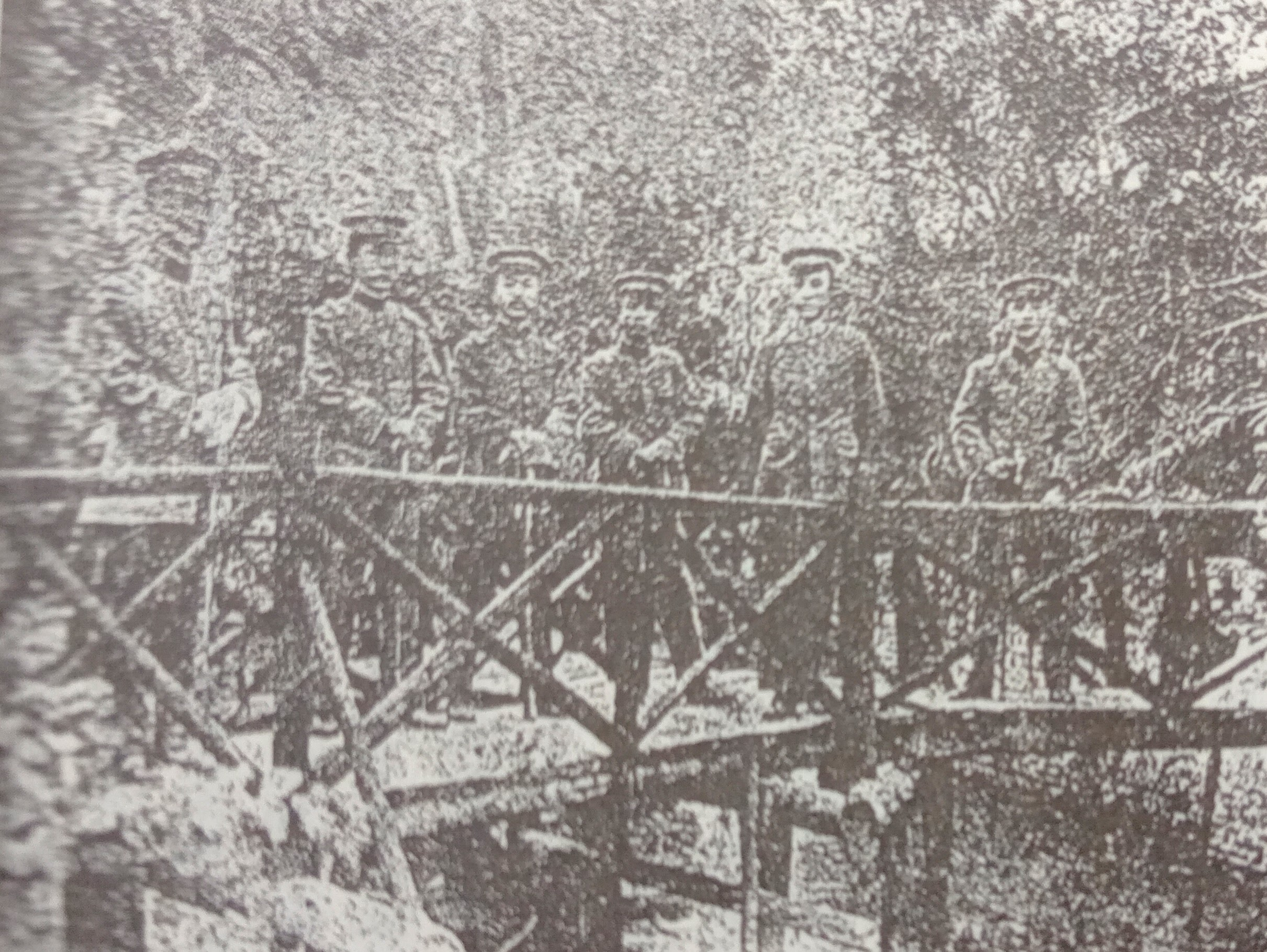
1921年第一師軍官攝於廣州培苑公園餐廳。左起:齊公恪、張發奎、梁鴻楷、王超、葉挺、羅子良

1921年參與第二次粵桂戰爭。1922年1月23日兼任廣州衛戍副司令，同年3月23日，粵軍第一師師長鄧鏗遇刺身亡，4月由孫中山任命梁鴻楷兼任粵軍第一師師長。在陳炯明收復廣州後，提倡聯省自治，並開始和孫中山關係交惡，在中山艦事件前，孫中山指示當時的粵軍部隊北伐，事件發生後，粵軍將領決定返回廣東擊潰陳炯明。
1923年，在經過多次失敗，親孫中山的廣東系部隊成功將陳炯明逐出廣州，孫中山在同年3月回歸廣州成立中華民國陸海軍大元帥大本營，粵軍第一師被升格軍級部隊，最初名稱為「中央直轄廣東討賊軍第四軍」，後改名「中央直轄粵軍第四軍」，梁鴻楷續任軍長。同年4月，原先支持孫反陳的舊桂系將領沈鴻英決定向北京國民政府輸誠，發起反孫戰爭，但是遭到梁鴻楷、楊希閔、朱培德等人率領的軍隊擊敗，並在肇慶市包圍殲滅了沈鴻英部隊，並俘虜了旅長黃振幫，因作戰有功，在論功行賞的會上孫中山先生親筆寫下「疾風吹勁草，亂世識忠臣」來評價梁鴻楷將軍。

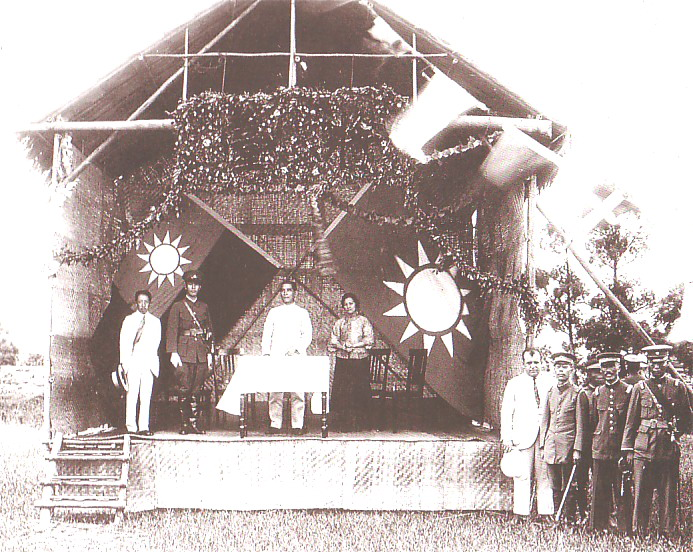
1924年6月16日孫中山主持黃埔軍校開學典禮。臺下左三為梁鴻楷

民國十三年（1924）6月14日，粵軍第四軍被改組為建國粵軍第一軍，梁鴻楷被任命為軍長，授階上將。民國十四年（1925）8月25日，因廖仲愷遇刺案被捕拘留，也因為此案嫌疑，梁鴻楷的建國粵軍第一軍軍長職務遭到撤職，其部隊也遭到繳械處份，同時被拘留的包括副軍長張國禎、旅長楊錦龍、梁士鋒，建國粵軍第一軍軍長職務由李濟深接任，並引進大量許之親信替換原先的高階指揮官。
梁鴻楷與廖仲愷遭行刺並沒有直接的行兇鏈結，但梁的政治光譜偏向國民黨右派，但在國民黨左派使用廖案對右派進行權力鬥爭，因此一部分右派色較明顯的將領在廖案下失去軍權。但由於沒有直接行兇連結，且有部分有力人士說項，最後梁鴻楷家族在支付了不明金額的「發兵費」後充當贖金後，入獄1年多的梁鴻楷於民國十六年（1927）獲釋。
出獄後，梁鴻楷脫離軍界，長居廣東。1949年跟隨國民政府遷臺，之後任國大代表、光復大陸設計研究委員會委員。1956年12月11日因血壓高症及腦血栓，在臺北三軍總醫院逝世，總統蔣中正贈詞「景雲同志千古」和「忠謨永式」挽匾。

### 書籍
- . 亞太政治哲學文化出版有限公司. 2017. ISBN 9789869373937.